# Damias mononis
Damias mononis là một loài bướm đêm thuộc phân họ Arctiinae, họ Erebidae.